# ロサ・ダマスケナ

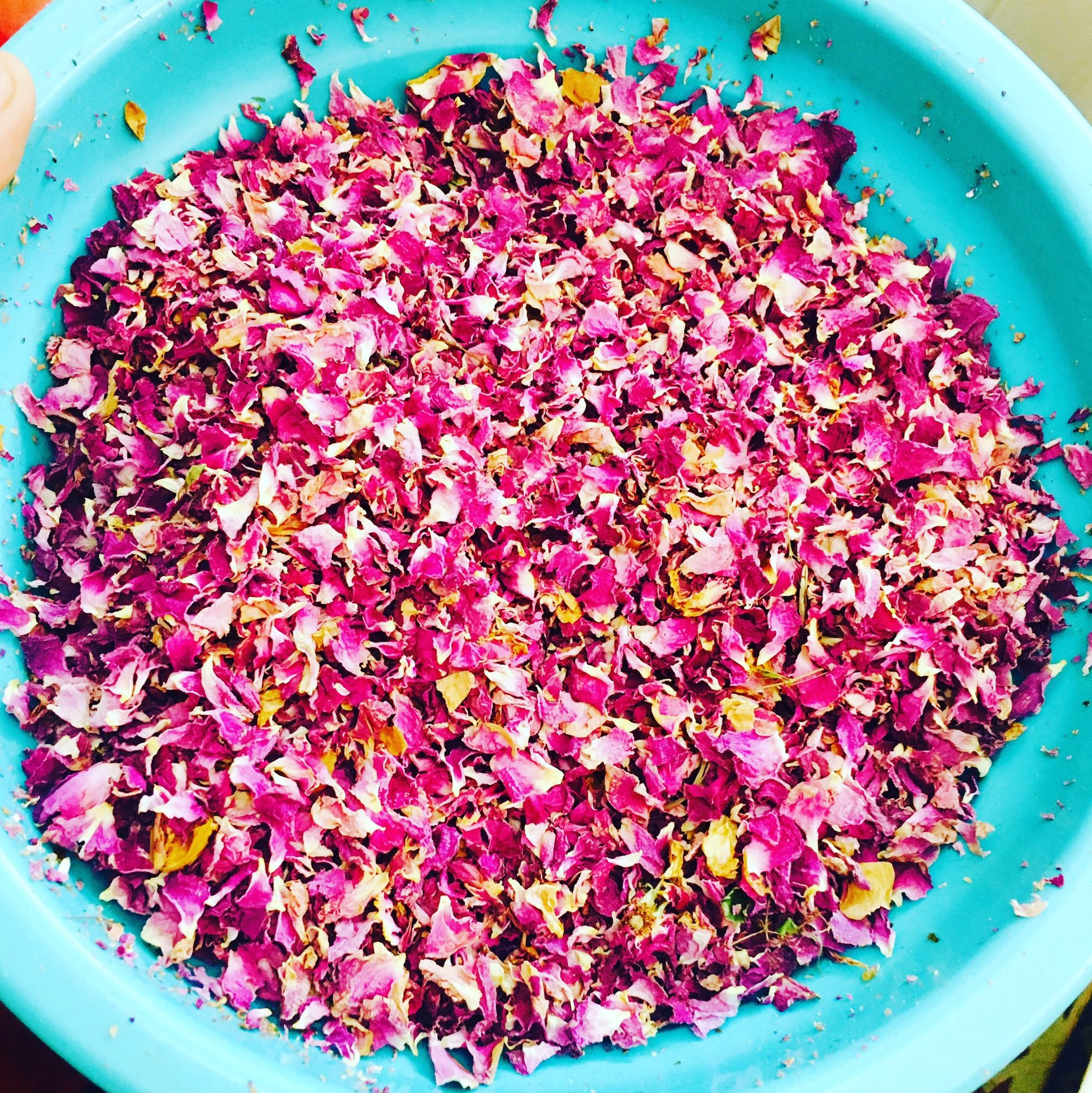
ジャムの材料として集められたロサ・ダマスケナの花びら

ロサ・ダマスケナ（Rosa × damascena）は、香料用に栽培されるバラに芳香のバラを交配して作り出されたバラの品種である。シリアのダマスカス（Damascus）を経由してトルコ、バルカン半島に拡がったことから、ダマスクローズ（Damask rose）という別名で知られている。トルコがイラン、ブルガリアを凌ぎ、世界一の生産量を有する。
花は優良な香りで知られており、香水の成分として使用されるローズオイル（ローズ・オットー又はローズ・アブソリュート）を抽出するためとさらにローズウオーターやローズコンクリートを作るためにも商業的に収穫されている。花びらは食用となり、調味料、付け合わせ、ハーブティの材料として用いられることが多く、グルカンドのような砂糖漬けもある。
ロサ・ダマスケナはロサ・ガリカ(Rosa gallica)とロサ・モスカタ(Rosa moschata)の交雑で得られた雑種であり、さらなるDNA分析によって、もう一つの品種ロサ・フェドチェンコアナもロサ・ダマスケナと関係することが示された。

## 特徴
ロサ・ダマスケナは落葉性低木で、最大2.2mの高さまで延び、茎に頑丈で曲がった刺と強い剛毛がこんもりついている。葉は羽状で小葉が5つ（珍しくは7つ）ある。バラの色は薄いピンクから薄い赤の内。相対的に小さくある花が房で咲く。花は開くと8cmほどになり、バラの中でも濃厚な香りを持つ。オールドローズの大切な種類として考えられている。

### 種類
この雑種は2つの種類に分けている
- 夏ダマスク　(R. × damascena nothovar. damascena)：花期が短くて夏のみ。
- 冬ダマスク　(R. × damascena nothovar. semperflorens (Duhamel) Rowley)：花期がより長くて秋まで。それ以外に夏ダマスクとは見分けがつかない。

現在も人気がある一例はイスパハンと言う栽培品種である。